# 수잔 마르텔

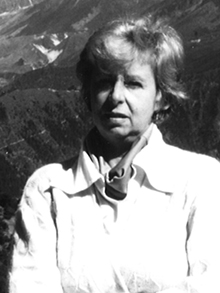
1970년대 말의 마르텔

수잔 마르텔(Suzanne Martel, 본명: Suzanne Chouinard Martel, 1924년 10월 8일 ~ 2012년 7월 29일)은 프랑스어계 캐나다 언론인, 소설가, 아동 서적 작가이다.

## 생애
수잔 마르텔은 1924년 10월 8일 두 자매의 맏이로 퀘벡 시에서 태어났다. 아동작가로 활약하는 모니크 코리보가 그녀의 여동생이다. 어릴 때부터 두 자매는 글쓰기를 좋아해, 시간만 나면 글을 썼다. 어머니가 하루에 8시간 이상은 쓰지 못하게 할 정도였다.
수잔 마르텔은 퀘벡 시에 있는 위르쉴린학교를 나와서 토론토대학교에서 문학과 사회학을 이수했다. 1943년 대학을 졸업하고 르 솔레유(Le Soleil)라는 유명 신문사에서 기자로 일하다가 전쟁이 끝날 무렵인 1945년에 직장을 잃었다. 결혼해 여섯 명의 아들을 두고 있다. 자녀들이 어렸을 때는 육아에 전념하느라 펜을 놓고 있다가 맏아들이 열두 살 되던 해에 대회에 참가하면서 다시 펜을 들게 되었다.
수잔 마르텔은 대표적인 프랑스어계 캐나다 고전소설가로서, 저서는 총 25권이며 캐나다 문학계, 특히 퀘벡 문학계에서 아동을 위한 작품 활동이 활성화되는 데 공헌한 작가다. 역사, 공상 과학, 스포츠, 동화 등의 종류의 소설을 썼으며, 광범위한 주제를 가지고 성인에서 아동까지 모든 연령층의 독자를 확보한 작가다. 대표작으로는 ≪지하 도시(Surréal 3000)≫, ≪우리 친구 로봇(Nos amis robots)≫, ≪잔, 왕의 딸≫, ≪하키 이야기(Pi-Oui)≫ 등이 있다. 그중 ≪지하 도시≫는 캐나다 문학계에서 프랑스어계의 첫 공상 과학 소설이자 그 후에도 오랫동안 유일한 캐나다 공상과학 소설이었다. 그녀의 소설은 어떤 이야기의 설정에서든 유머와 재치 넘치는 문체와 생생한 묘사력이 특징이라는 평을 받고 있다.

## 수상
수상 경력으로는 데이비드 상(1968), 캐나다 예술협회의 청소년 문학상(1982), 캐나다 총독상(1994) 등이 있으며, ≪잔, 왕의 딸≫을 발표하면서 캐나다 프랑스어교육협회 상과 알빈벨릴 상을 받았다.